# آدونا (رودخانه)
آدونا (انگلیسی: Adona) رودی در کشور رومانی است. این رودخانه پس از طی مسافت ۱۰۰ کیلومتر (۶۲٫۱ مایل) به می‌ریزد.

## مشخصات
طول این رودخانه ۱۰۰ کیلومتر (۶۲٫۱ مایل) است.

## موقعیت
آدونا در کشور رومانی قرار داشته و از عبور می‌کند.